# Lampenberg
Lampenberg (schweizerdeutsch: Lampebrg) ist eine politische Gemeinde im Bezirk Waldenburg des Kantons Basel-Landschaft in der Schweiz.

## Geographie

Historisches Luftbild aus 3000 m von Walter Mittelholzer von 1923

Das Bauerndorf liegt auf 522 m ü. M. auf einer Hochebene zwischen den Frenkentälern. Es grenzt an Niederdorf im Süden, Hölstein im Osten und Bubendorf im Westen. Zu Ramlinsburg besteht nur am nördlichsten Punkt des Gemeindegebietes ein Grenzpunkt.

## Geschichte
Spuren eines jungsteinzeitlichen Silex-Bergwerkes wurden im Jahre 1989 im Waldgebiet Stälzler entdeckt. Auf das Jahr 1226 wird die erste erhaltene schriftliche Nennung von Lampenberc datiert. Die Namen auf ‑berg gehören einer späteren alemannischen Siedlungsepoche an. Im 13. Jahrhundert schenkten die Frohburger als Herren des Dorfes mehrere Güter dem Kloster Schönthal. Auch ihr Dienstmannengeschlecht, die Edlen von Lampenberg, machte dem Kloster Schenkungen. Im Jahre 1400 kam Lampenberg mit dem Waldenburger Amt an die Stadt Basel. Lampenberg hatte im Mittelalter eine der heiligen Verena geweihte Kapelle, die 1532 in ein Wohnhaus umgewandelt wurde.

## Wappen
Als Wappen führt Lampenberg seit 1929 eine silberne Pflugschar auf rotem Grund. Die Tradition spricht von der Pflugschar als Sinnbild der Gemeinde. Die Flagge ist rot-weiss.

## Sehenswürdigkeiten
Rundsicht auf dem Egghübel.

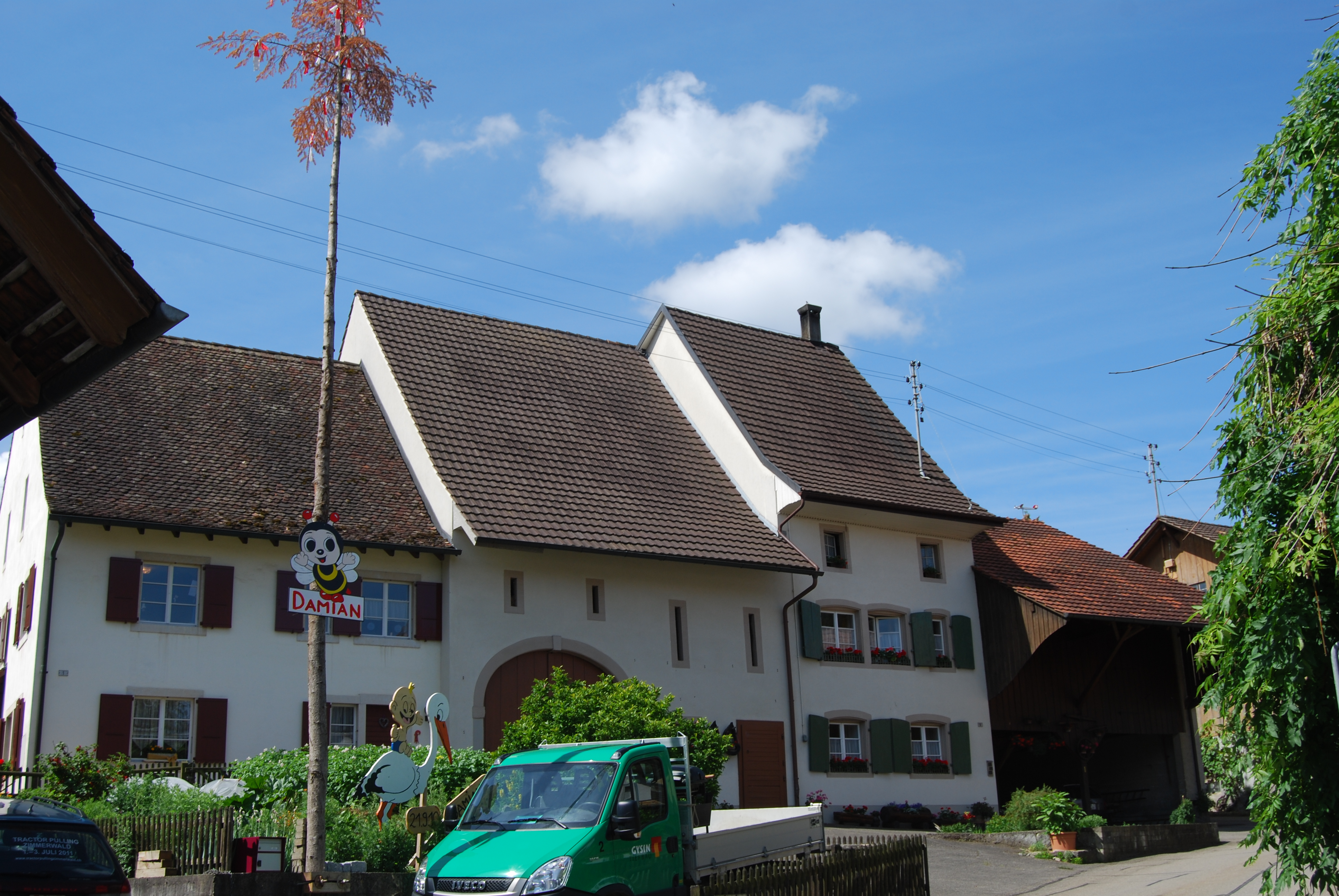
Typische Baselbieter Häuser im Dorfzentrum
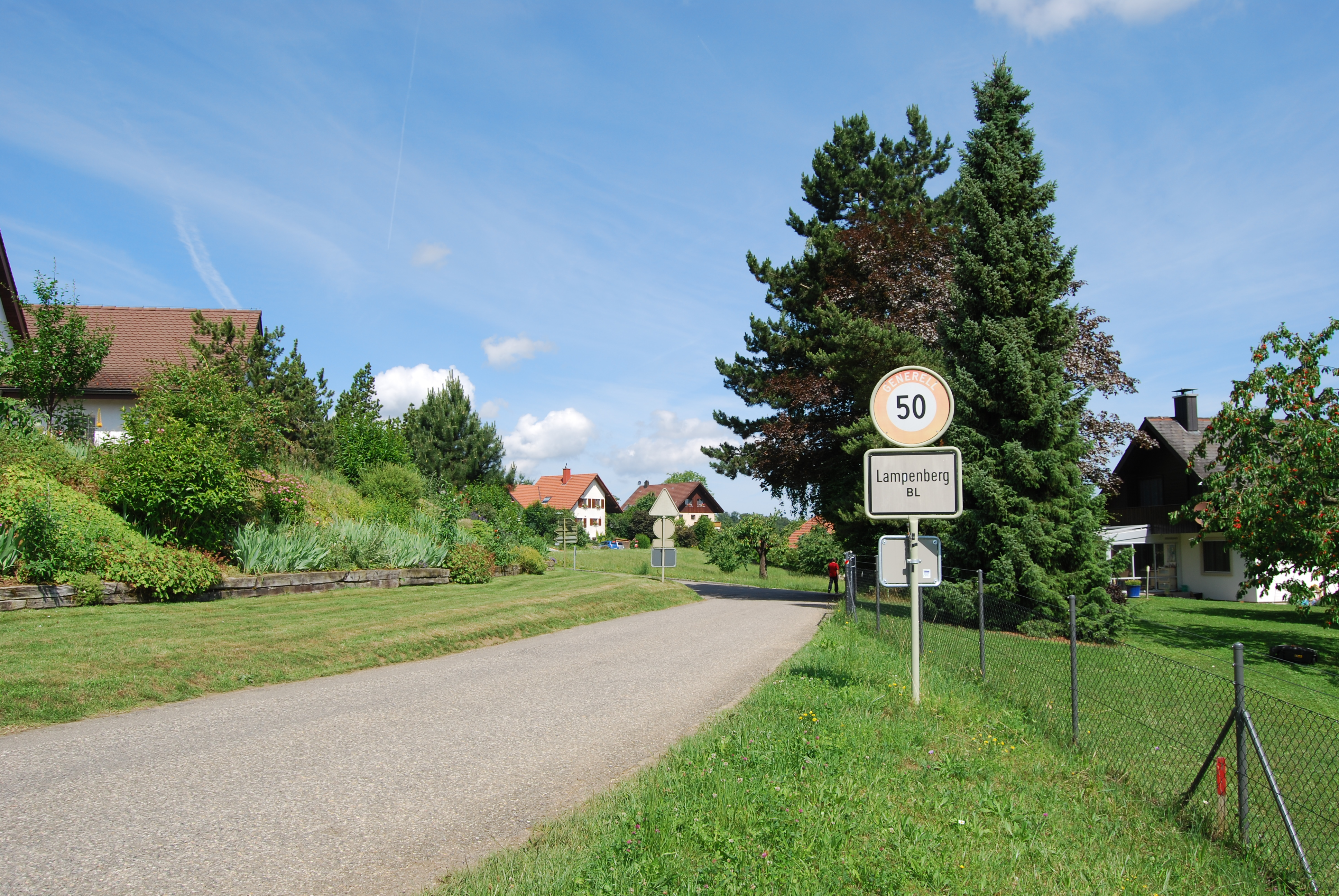
Dorfeingang von Niederdorf her kommend
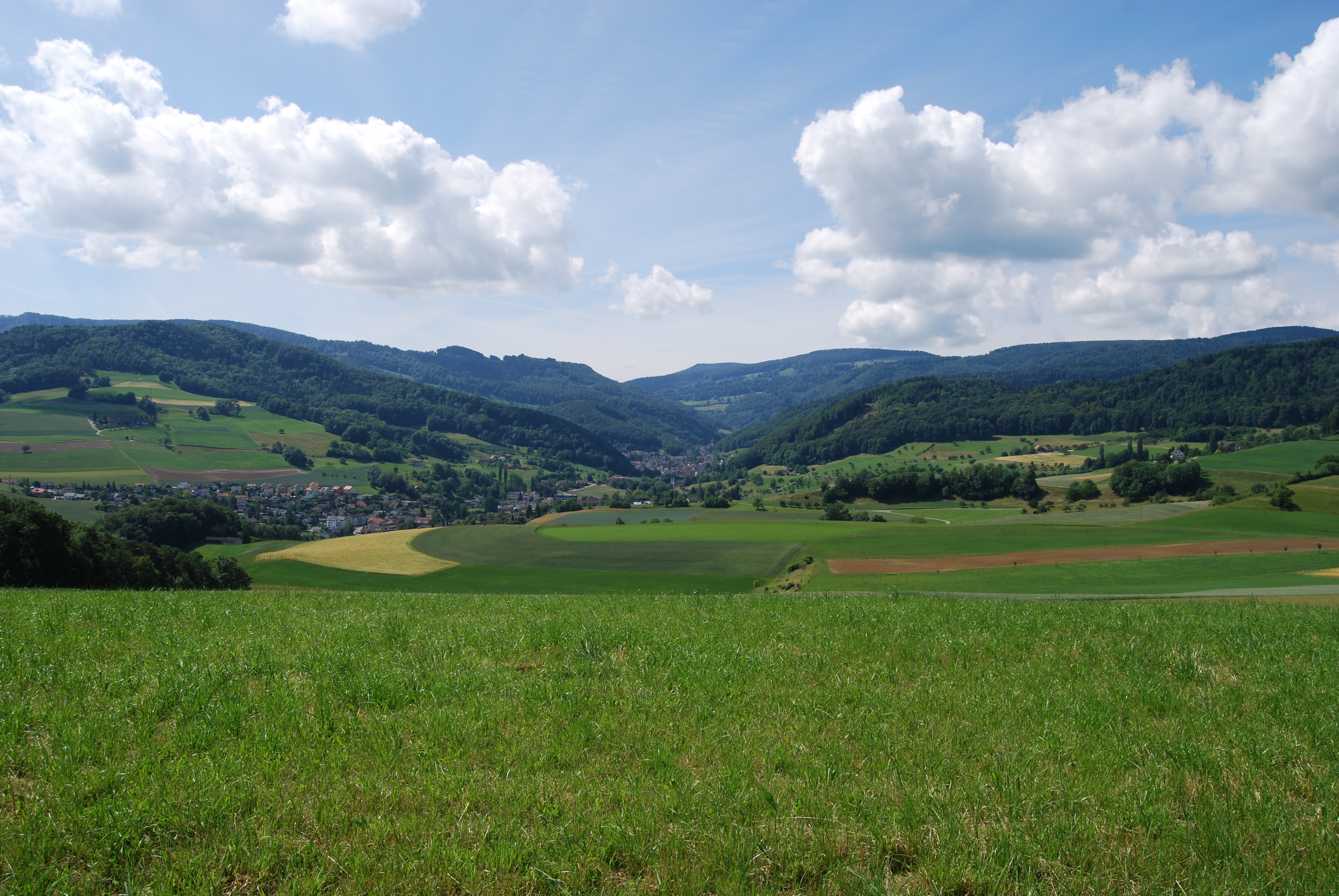
Sicht auf das Waldenburgertal vom Egghübel aus
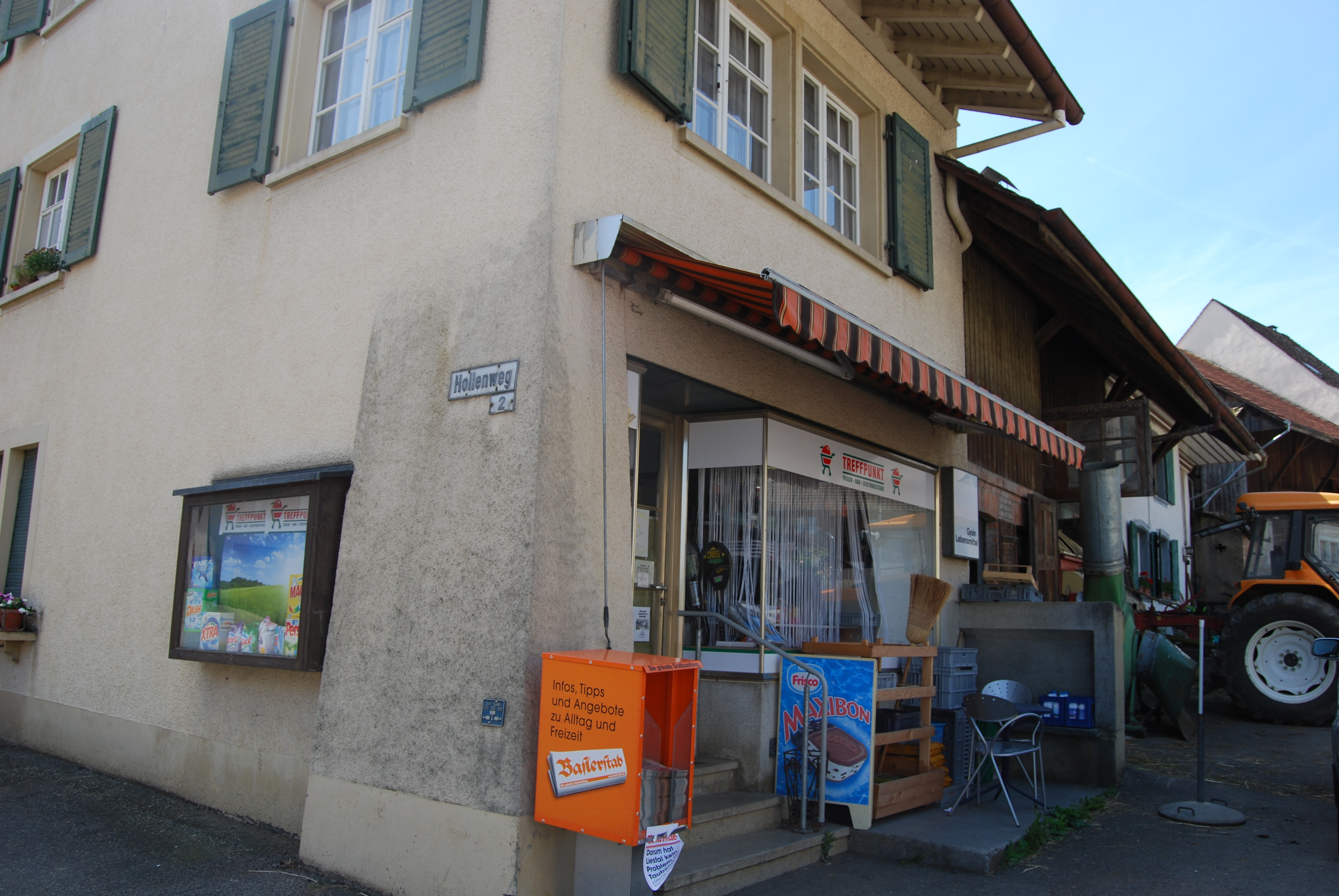
Dorfladen
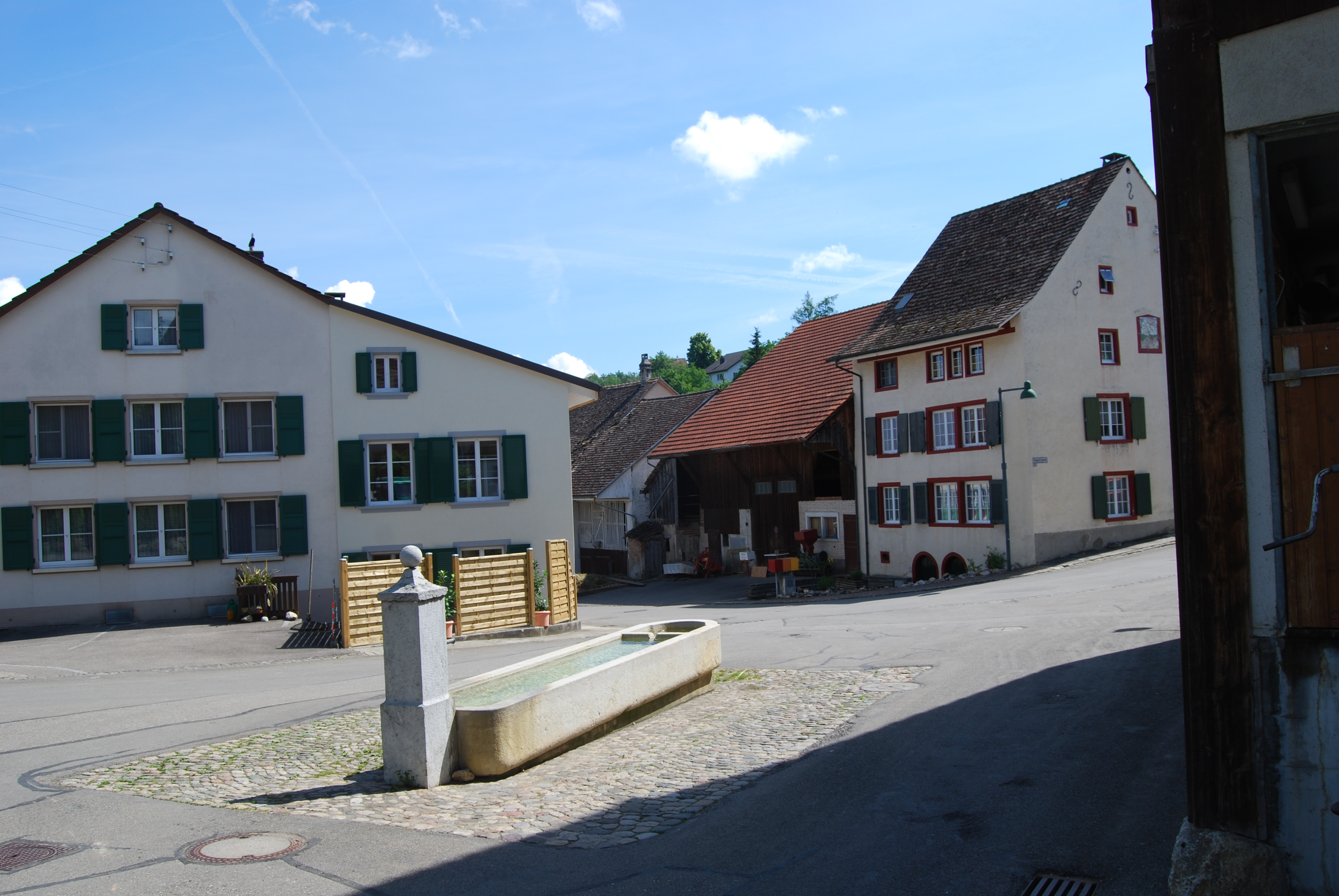
Dorfzentrum
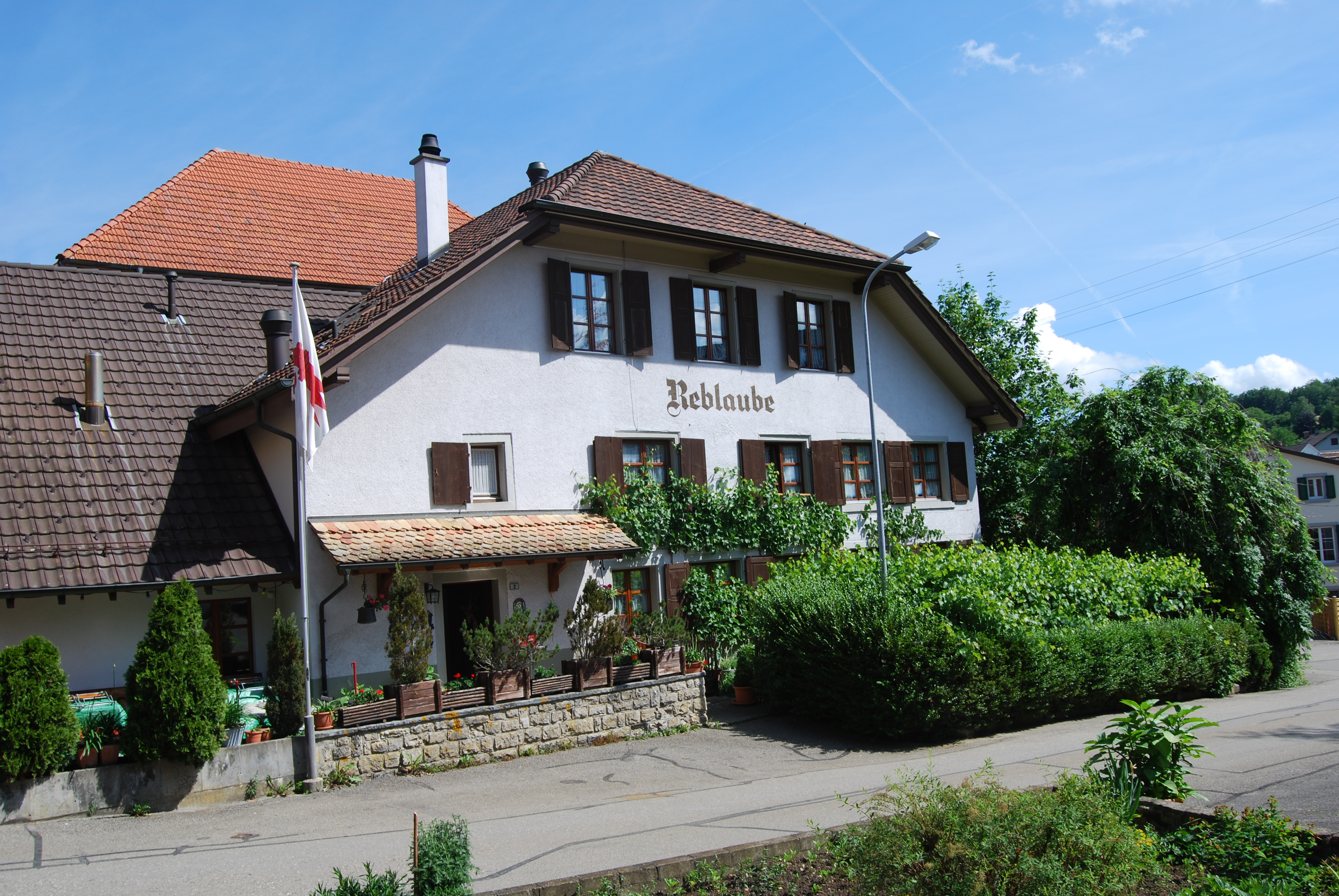
Reblaube
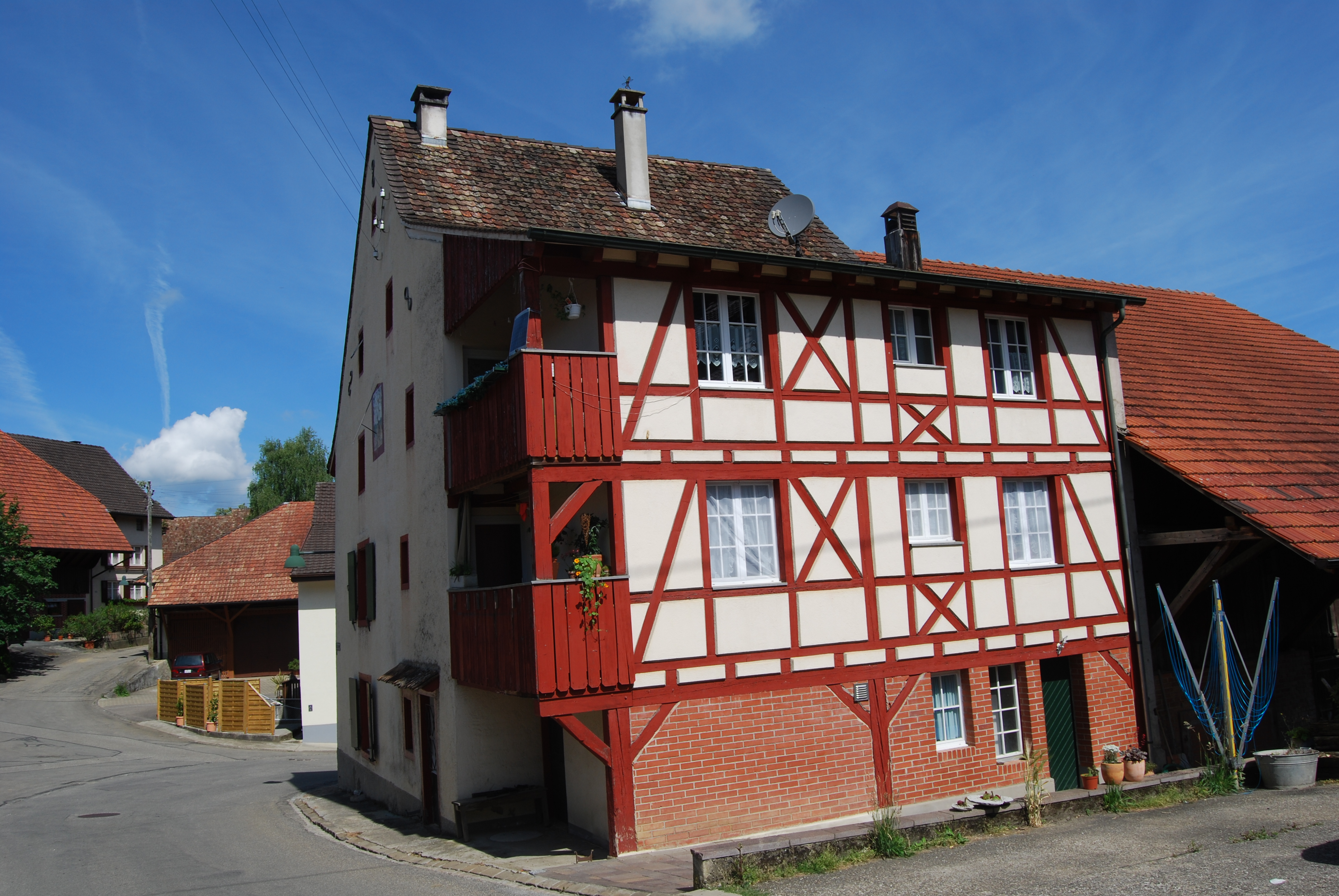
Fachwerkhaus

## Persönlichkeiten
- David Degen, Fussballspieler
- Philipp Degen, Fussballspieler
- Johannes Suter (1847–1912), Politiker